# Sarah Malcolm

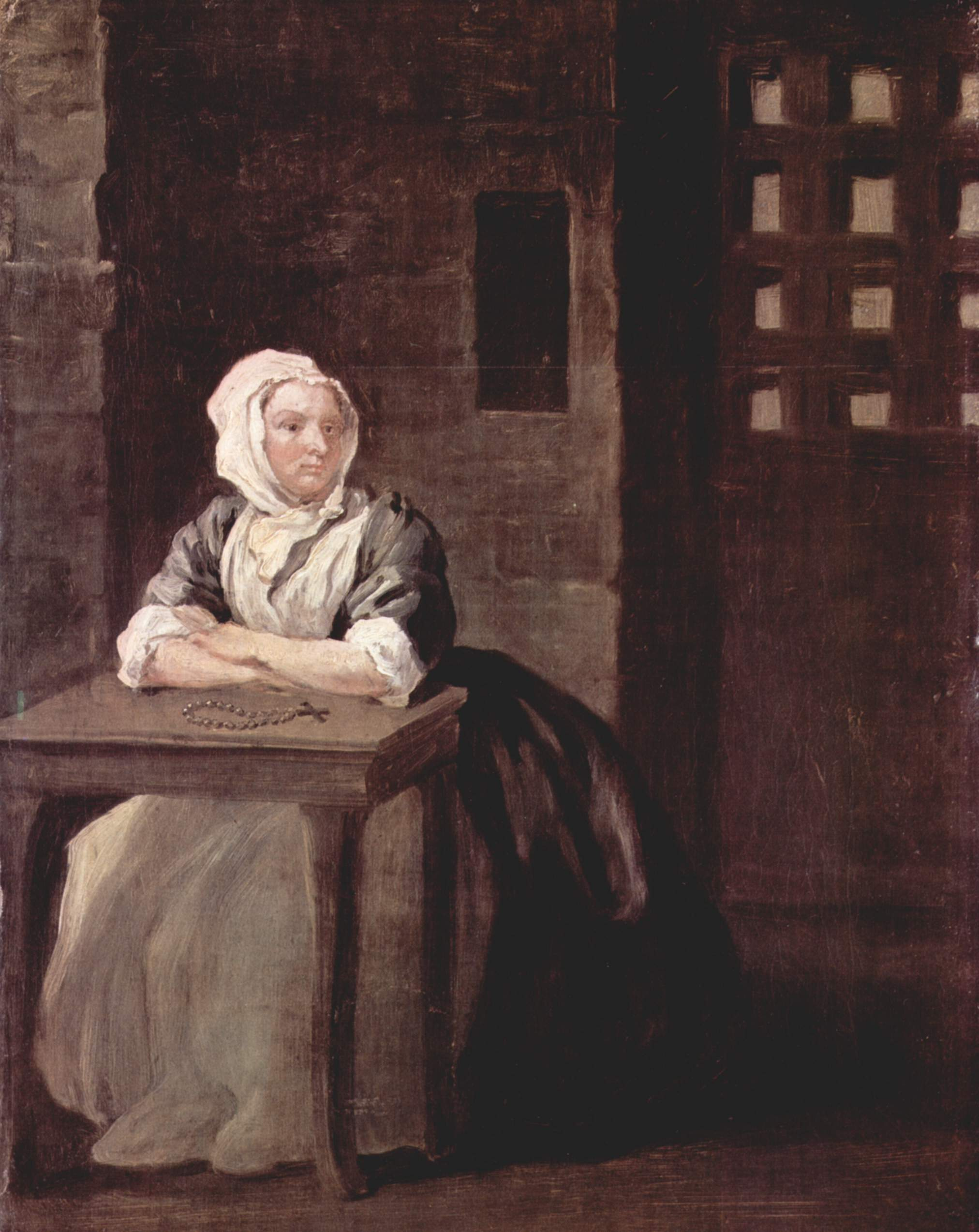
William Hogarth: Sarah Malcolm in der Todeszelle, 1733

Sarah Malcolm (* Ende Mai 1710 in Durham; † 7. März 1733 in London) war eine irische Raubmörderin, die drei Tage vor ihrer Hinrichtung von William Hogarth porträtiert wurde.

## Leben
Sarah Malcolm wurde nach den Gerichtsunterlagen Ende Mai 1710 im County Durham als Tochter eines irischen Geschäftsmannes geboren. Der Vater verlegte bald nach der Geburt seinen Geschäftssitz nach Dublin. Der mit einem Einkommen von 100 Pfund Sterling eigentlich als wohlhabend geltende Vater ermöglichte seiner Tochter eine ordentliche schulische Ausbildung. Mitte der 1720er Jahre begleitete Sarah ihre Eltern auf einer Geschäftsreise nach London, wo sie sich als Dienstmädchen verdingte. Der Vater kehrte nach dem Tod der Mutter nach Dublin zurück. Nach einigen Anstellungen in privaten Haushalten erlangte Sarah Malcolm eine Anstellung zunächst als Bedienung, dann als Wäscherin im Black Horse in Boswell Court nahe Temple Bar, einem Gasthaus einfacher Kategorie. In dieser Zeit freundete sie sich mit Mary Tracy und den jungen Brüdern James und Thomas Alexander an, die Sarah zu kleineren Diebstählen bei ihren Auftraggebern überredeten.

## Der Mord
Am späten 28. Januar 1733 wurde die im Temple Court untergekommene wohlhabende Mrs. Lydia Duncomb, eine 80-jährige Greisin, zusammen mit ihrer 60-jährigen Gesellschafterin Mrs. Harrison erwürgt. Das 17-, nach anderen Quellen 26-jährige, Dienstmädchen wurde durch zahlreiche heftig geführte Messerstiche getötet. Die Mordtat wurde erst am Nachmittag des Folgetages aufgedeckt. Sarah Malcolm geriet als ehemalige Bedienstete der Mrs. Duncomb in Verdacht. Bei der Durchsuchung ihres Zimmers fanden sich ein Silbergefäß aus dem Besitz der Mrs. Duncomb sowie ein blutbefleckter Rock. Bei der anschließenden körperlichen Untersuchung wurde das in Sarah Malcolms Frisur eingebundene Barvermögen der Ermordeten entdeckt.

## Der Prozess
Die Beweisaufnahme in Old Bailey am 23. Februar 1733 dauerte fünf Stunden. Sarah Malcolm leugnete die Morde, für die sie Mary Tracy und die Brüder Alexander bezichtigte. Sie habe als Beteiligte am Raub lediglich das Silbergefäß und das Barvermögen an sich genommen. Der Rock sei durch ihre eigene Menstruation befleckt. Die nicht überzeugte Jury sprach Sarah Malcolm bereits nach 15 Minuten für schuldig. Die Anklage gegen Tracy und die Brüder Alexander wurde fallen gelassen.

## Die Haft in Newgate
Bis zur Vollstreckung des Todesurteils wurde Sarah Malcolm im Gefängnis von Newgate inhaftiert. Sarah Malcolm war als Irin römisch-katholischer Konfession, erhielt aber in Mr. James Guthrie einen anglikanischen geistlichen Beistand. Einige ihrer letzten Besucher versuchten aus ihrem Schicksal Gewinn zu ziehen. Reverend Mr. Piddington, nach den Dokumenten der Zeit Ordinarius der Haftanstalt, verfasste mit Sarah eine elfseitige Rechtfertigungsschrift, die er nach der Hinrichtung für 6 Pence vertrieb.

## Das Porträt

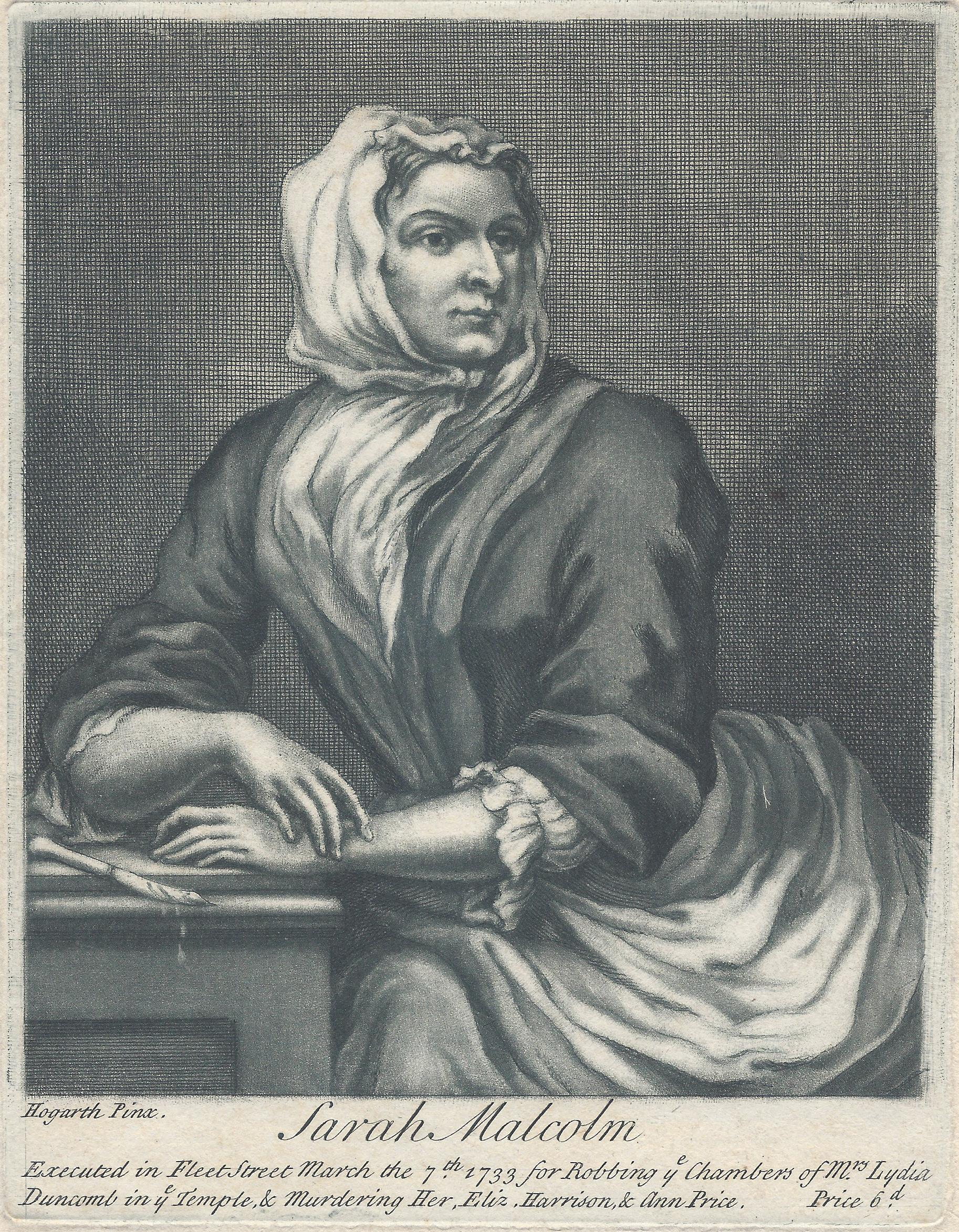
Sarah Malcolm mit Messer nach Hogarth, Aquatinta in Indigo, 1733

Am 4. oder 5. März 1733 fertigte William Hogarth eine Zeichnung der Sarah Malcolm in ihrer Todeszelle an, die er anschließend in Öl malte und in Kupfer stach. Hogarth soll nach seinem Besuch gesagt haben, Sarah Malcolm sei aufgrund ihrer Aufführung zu jeder Schlechtigkeit fähig. Die Vorlage von Hogarth zog weitere Kopien und Fassungen nach, die sich von der Vorlage im Wesentlichen nur durch technische Details und wechselnde Attribute wie einem Prediger, Rosenkranz, Messer oder Verteidigungsschrift auf dem Tisch vor Sarah unterscheiden. Die Blätter wurden ebenfalls für 6 Pence verkauft. Hogarth verkaufte sein Ölporträt für sechs Guineen. Es findet sich heute in der Sammlung der National Galleries of Scotland.

## Die Hinrichtung
Die grausamen Tatumstände und das Alter der Täterin gaben den Anlass, die Hinrichtung nicht in Tyburn, sondern zur besonderen Abschreckung nahe dem Tatort in der Fleet Street zu vollstrecken, wo der Galgen auf der Höhe von Old Mitre Court errichtet wurde (Lage). Sarah Malcolm wurde um 10.00 Uhr von Newgate zur Richtstätte gebracht. Sie trug einen schwarzen Kittel, Hut und Handschuhe. Nachdem sie verkündete, ihr druckfertiges Geständnis in der letzten Nacht verfasst zu haben, fiel sie in Ohnmacht und wurde kurz nach dem Erwachen gehängt. Unter dem Andrang der Besucher brach eine der auf der Fleet Street errichteten provisorischen Tribünen ein und verursachte mehrere Arm- und Beinbrüche. Sarah Malcolms abgenommener Leichnam wurde noch etliche Tage nach der Hinrichtung vom Bestatter gegen Entgelt ausgestellt.

## Schrift
- A True Copy of the Paper Delivered the Night Before her Execution, by Sarah Malcolm to the Rev. Mr. Piddington, Lecturer of St Bartholemew the Great. 1733